# Partido Popular de la Comunidad de Madrid
El  Partido Popular de la Comunidad de Madrid (PPCM) es la organización territorial del Partido Popular (PP) en la Comunidad de Madrid. Se constituyó en 1989 coincidiendo con la refundación del PP, heredero de Alianza Popular, con su sede central en la calle Génova de Madrid. Ostenta el Gobierno autonómico de manera ininterrumpida desde 1995.
En las Elecciones a la Asamblea de Madrid de 2023, su candidata, Isabel Díaz Ayuso ganó las elecciones con el 47,32% del voto (1.599.186 votos) con uno de los mejores resultados del PP madrileño en la Comunidad. 
Actualmente ostenta la mayoría absoluta tanto en la Asamblea de Madrid como en el Ayuntamiento.

## Presidentes
Desde su fundación en 1989 (como refundación de Alianza Popular), el PP de la Comunidad de Madrid ha tenido los siguientes presidentes:
- Luis Eduardo Cortés Muñoz (1989-1993)
- Pío García-Escudero (1993-2004)
- Esperanza Aguirre (2004-2016)
- Comisión gestora (2016-2017)
- Cristina Cifuentes (2016-2017).
- Juan Carlos Vera (2017).
- Cristina Cifuentes (2017-2018).
- Pío García-Escudero (2018-2022).
- Isabel Díaz Ayuso (2022-act.).

Esperanza Aguirre ha sido la presidenta que más tiempo ha permanecido en el cargo. El 14 de febrero de 2016 dimitía a causa de la investigación judicial abierta por financiación ilegal del partido en Madrid.

## Secretarios generales
- Desconocido (1989-1996).
- Ricardo Romero de Tejada (1996-2004).
- Francisco Granados (2004-2011).
- Ignacio González González (2011-2016).
- Juan Carlos Vera (2016-2017).
- Ángel Garrido (2017-2018).
- Juan Carlos Vera (2018-2019).
- Ana Camins (2019-2022).
- Alfonso Serrano Sánchez-Capuchino[10] (2022-act.).

## Situación actual
Fue presidido por Esperanza Aguirre desde 2004, cuando relevó a Pío García-Escudero, hasta 2016 cuando presentó su dimisión. Aguirre fue reelegida en dos ocasiones, en los congresos de 2008 y 2012.
En el XVI Congreso regional, Cristina Cifuentes —cuya candidatura a la presidencia de la organización había batido en una primera vuelta de votaciones a la candidatura de Luis Asúa— fue proclamada presidenta con el 93% de los votos de los afiliados, en un congreso que se celebró, por primera vez bajo la fórmula de «un militante, un voto».
Es la fuerza política más votada en la Comunidad de Madrid, ostentando el poder regional desde 1995, primero con Alberto Ruiz-Gallardón y posteriormente, a partir de 2003, con Esperanza Aguirre. Desde septiembre de 2012 a 2015 la presidencia la desempeñó Ignacio González, número dos del PP madrileño en las elecciones autonómicas de 2011. Su línea política, avanzada en su discurso de investidura, fue continuista con la de su predecesora.
En las elecciones a la Asamblea de Madrid de 2011, obtuvo una mayoría absoluta de 72 escaños (con un 51% de los votos), frente a los 36 de su principal adversario, el PSM-PSOE, la federación madrileña del PSOE (26%), liderada entonces por Tomás Gómez.
En las elecciones municipales y autonómicas de 2015, que se celebraron el 24 de mayo, las cabezas de lista del Partido Popular de Madrid fueron Esperanza Aguirre para el Ayuntamiento de Madrid y Cristina Cifuentes para la Comunidad de Madrid, obteniendo ambas candidaturas mayoría simple de escaños.

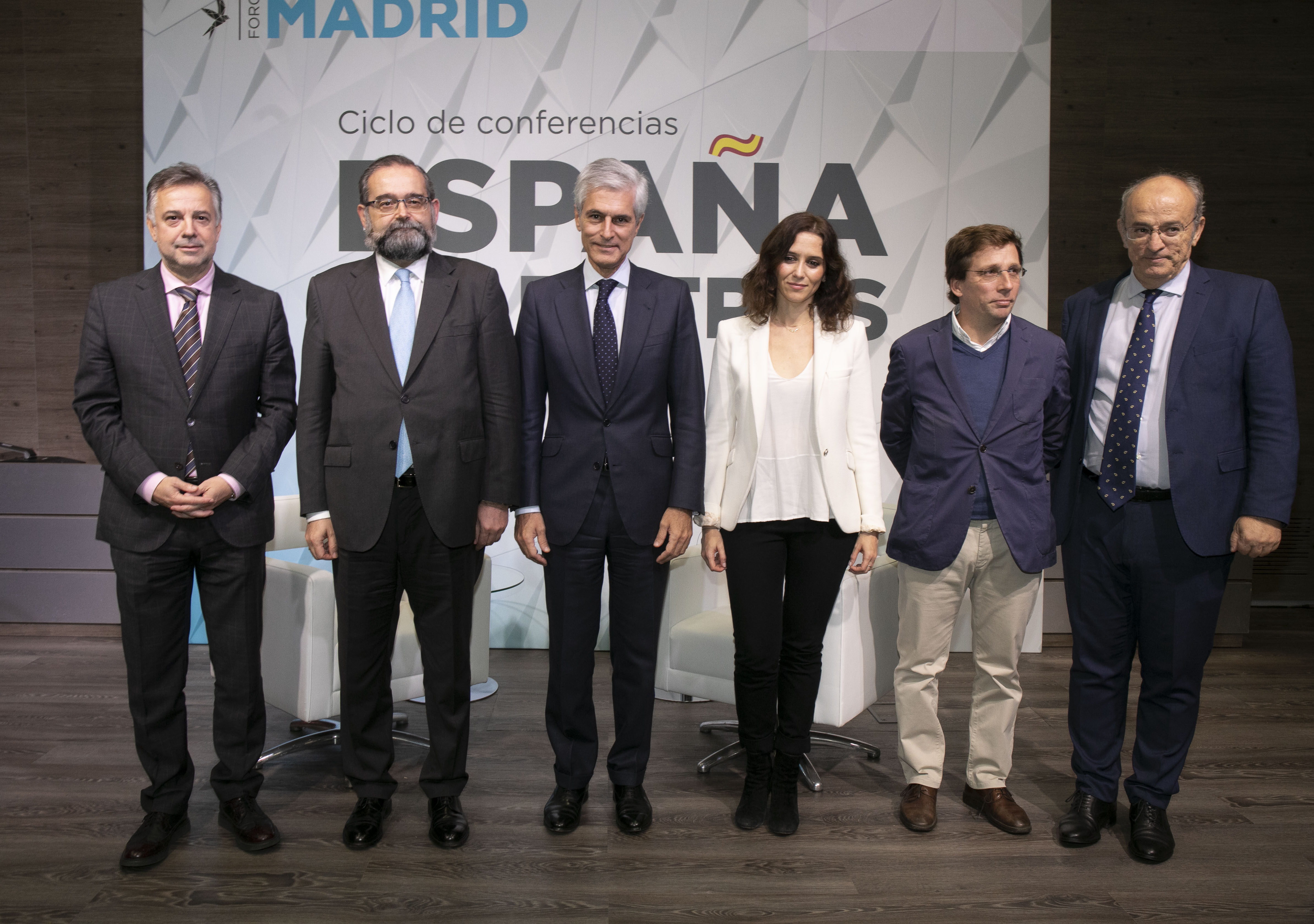
Conferencia Adolfo Suarez Illana dentro del FORO MADRID del Partido Popular de Madrid

Con las elecciones municipales y autonómicas de 2019 el PPCM obtuvo sus peores resultados, retrocediendo en votos tanto a nivel autonómico como en prácticamente todos los municipios de la región. Por primera vez en 28 años, el PSOE de Madrid fue la lista más votada a nivel autonómico y la candidatura Más Madrid ganó también en la capital. El PPCM retrocedió de 48 a 30 escaños. Sin embargo, un acuerdo con el partido Ciudadanos y  Vox, permitieron a Isabel Díaz Ayuso ser la nueva presidenta de la Comunidad de Madrid desde agosto de 2019.
El PPCM fue el partido más votado en las elecciones municipales de 2019 en el conjunto de la región. Es el partido con más concejales y con más alcaldes de la Comunidad de Madrid. De los veinte municipios más poblados de la Comunidad de Madrid, gobierna en Madrid, Torrejón de Ardoz, Las Rozas de Madrid, Pozuelo de Alarcón, Majadahonda, Collado-Villalba y Aranjuez.
Tras un adelanto electoral de la presidenta Isabel Díaz Ayuso que llevó a unas nuevas elecciones autonómicas en mayo de 2021, el PPCM duplicó su resultado de 2019 (obteniendo 1.630.000 votos) y aumentó su representación desde 30 a 65 escaños, recuperando la posición de candidatura más votada en la comunidad que había perdido dos años antes y obteniendo el mejor resultado en votos de la historia del partido.

### Comité ejecutivo actual[20]
- Presidenta: Isabel Díaz Ayuso
- Secretaría General: Alfonso Serrano
- Alcalde de Madrid: José Luis Martínez-Almeida Navasqüés
- Vicesecretaría de Organización y Territorial: Ana Millán
- Vicesecretaría de Acción Política: Jesús Moreno
- Vicesecretaría de Sectorial: Inmaculada Sanz
- Vicesecretaría de Electoral: Jorge Rodrigo

## Resultados electorales
| Elecciones      | Candidato              | Votos     | % de votos | Escaños | Posición                            |
| --------------- | ---------------------- | --------- | ---------- | ------- | ----------------------------------- |
| 1983*           | Luís Guillermo Perinat | 798 853   | 34,13 %    | 34/94   | Oposición                           |
| 1987*           | Alberto Ruiz-Gallardón | 762 102   | 31,96 %    | 32/96   | Oposición                           |
| 1991            | Alberto Ruiz-Gallardón | 956 865   | 43,23 %    | 47/101  | Oposición                           |
| 1995            | Alberto Ruiz-Gallardón | 1 476 442 | 50,98 %    | 54/103  | Gobierno en mayoría                 |
| 1999            | Alberto Ruiz-Gallardón | 1 324 596 | 51,07 %    | 55/102  | Gobierno en mayoría                 |
| Mayo de 2003    | Esperanza Aguirre      | 1 429 890 | 46,67 %    | 55/111  | Investidura no concluyente          |
| Octubre de 2003 | Esperanza Aguirre      | 1 346 588 | 48,48 %    | 57/111  | Gobierno en mayoría                 |
| 2007            | Esperanza Aguirre      | 1 592 162 | 53,29 %    | 67/120  | Gobierno en mayoría                 |
| 2011            | Esperanza Aguirre      | 1 548 306 | 51,73 %    | 72/129  | Gobierno en mayoría                 |
| 2015            | Cristina Cifuentes     | 1 050 256 | 33,08 %    | 48/129  | Gobierno en minoría                 |
| 2019            | Isabel Díaz Ayuso      | 719 852   | 22,23 %    | 30/132  | Coalición PP-Ciudadanos (2019-2021) |
| 2019            | Isabel Díaz Ayuso      | 719 852   | 22,23 %    | 30/132  | Gobierno en minoría (2021)          |
| 2021            | Isabel Díaz Ayuso      | 1 620 210 | 44,73 %    | 65/136  | Gobierno en minoría                 |
| 2023            | Isabel Díaz Ayuso      | 1.586.985 | 47,34%     | 70/135  | Gobierno en mayoría                 |

* En 1983 y 1987 se presentó como Alianza Popular.

### Elecciones generales
| Elecciones     | Votos     | % de votos | Escaños | Posición |
| -------------- | --------- | ---------- | ------- | -------- |
| 1977*          | 242 077   | 10,48 %    | 3/32    | 4º       |
| 1979*          | 198 345   | 8,6 %      | 3/32    | 4º       |
| 1982*          | 891 372   | 32,26 %    | 11/32   | 2º       |
| 1986*          | 826 206   | 31,97 %    | 11/33   | 2º       |
| 1989           | 919 357   | 34,22 %    | 12/33   | 1º       |
| 1993           | 1 373 042 | 43,92 %    | 16/34   | 1º       |
| 1996           | 1 642 489 | 49,29 %    | 17/34   | 1º       |
| 2000           | 1 625 831 | 52,52 %    | 19/34   | 1º       |
| 2004           | 1 576 636 | 45,02 %    | 17/35   | 1º       |
| 2008           | 1 737 688 | 49,19 %    | 18/35   | 1º       |
| 2011           | 1 719 709 | 50,97 %    | 19/36   | 1º       |
| 2015           | 1 210 219 | 33,44 %    | 13/36   | 1º       |
| 2016           | 1 325 665 | 38,25 %    | 15/36   | 1º       |
| Abril 2019     | 705 119   | 18,64 %    | 7/37    | 3º       |
| Noviembre 2019 | 887 474   | 24,91 %    | 10/37   | 2º       |
| Julio 2023     | 1 443 881 | 40,51 %    | 16/37   | 1º       |

* Entre 1977 y 1986 se presentó como Alianza Popular.